# ヴァルパレーゾ (インディアナ州)
ヴァルパレーゾ（Valparaiso）は、アメリカ合衆国インディアナ州の都市。ポーター郡の郡庁所在地である。人口は3万4151人（2020年）。
ヴァルパライソ大学が立地する学園都市である。ニックネームは「ヴァルポー」(Valpo)。